# Bellefonds

Bellefonds este o comună în departamentul Vienne, Franța. În 2009 avea o populație de 233 de locuitori.